# NGC 4087
NGC 4087 (również PGC 38303) – galaktyka eliptyczna (E-S0), znajdująca się w gwiazdozbiorze Hydry. Odkrył ją William Herschel 24 lutego 1789 roku.